# Løgstør Bredning
Løgstør Bredning är en vik i Danmark. Den ligger i den nordvästra delen av landet. Den är en del av Limfjorden.